# Caïdat d'Aghouatim-Tidradra
Le caïdat d'Aghouatim-Tidradra est une circonscription administrative marocaine située dans le cercle de Tahannaout, lui-même situé dans la province d'Al Haouz, au sein de la région administrative de Marrakech-Safi. Son chef-lieu se trouve dans la commune éponyme d'Aghouatim.

## Communes
Deux communes rurales sont rattachées au caïdat d'Aghouatim-Tidradra : Aghouatim et Moulay Brahim.
| Année | Nb. Commune | Liste Commune            |
| 2014  | 2           | Aghouatim, Moulay Brahim |

## Historique
Le caïdat d'Aghouatim-Tidradra créé en 2014, à partir du territoire du défunt caïdat de Tahannaout, et est rattaché au cercle de Tahannaout, lui-même rattaché à la province d'Al Haouz. Il compte deux communes rurales : Aghouatim et Moulay Brahim. D'après le recensement officiel de 2014, le caïdat est peuplé de 42 589 habitants.
Depuis 2015, dans le cadre du nouveau découpage régional, la région de Marrakech-Tensift-Al Haouz est remplacée par la nouvelle région de Marrakech-Safi. La province d'Al Haouz est donc intégrée à cette nouvelle région, tout comme le cercle de Tahannaout, et donc le caïdat d'Aghouatim-Tidradra.

## Démographie
Depuis le dernier recensement de 2014, le caïdat d'Aghouatim-Tidradra est officiellement peuplé de 42 589 habitants et compte 8 405 ménages.
| Année                          | Population totale | Ménages | Nb. Commune |
| ------------------------------ | ----------------- | ------- | ----------- |
| 2014                           | 42 589            | 8 405   | 2           |
| Données issues de recensements |                   |         |             |

## Administration et politique

### Découpage territorial
| Commune       | Population en 2004 (hab.) | Ménages en 2004 | Population en 2014 (hab.) | Ménages en 2014 |
| ------------- | ------------------------- | --------------- | ------------------------- | --------------- |
| Aghouatim     | -                         | -               | 30 776                    | 6 016           |
| Moulay Brahim | 10 979                    | 1 971           | 11 813                    | 2 389           |

### Offre de soin
| Commune       | CSCA | CSC | DR |
| Aghouatim     | 0    | 0   | 2  |
| Moulay Brahim | 0    | 1   | 1  |